# Niemcy w Namibii
Niemcy w Namibii (niem. Deutschnamibier) – grupa niemieckich kolonistów, osiadłych na obszarze Afryki Południowo-Zachodniej lub ich potomków, którzy zamieszkują republikę Namibii.
W 1883 roku niemiecki kupiec Adolf Lüderitz kupił (od lokalnego wodza) południowe wybrzeża Namibii i na ziemiach tych założył miasto Lüderitz.
Rząd niemiecki, od dawna spragniony uzyskania kolonii zamorskich, włączył ten teren do Rzeszy i nazwał go Niemiecką Afryką Południowo-Zachodnią (niem. Deutsch-Südwestafrika).
Niewielu Niemców przeniosło się w późniejszych latach do Namibii, byli to głównie kupcy, pracownicy kopalni diamentów, a także dość spora grupa żołnierzy zwerbowanych do służby kolonialnej.
Po I wojnie światowej decyzją Ligi Narodów Niemcy stracili Afrykę Południowo-Zachodnią, a tereny te przeszły pod zarząd RPA.
Niemieckim osadnikom pozwolono pozostać i aż do niepodległości w 1990, niemiecki był jednym z oficjalnych języków tego obszaru.
Dziś w Namibii ok. 2% społeczeństwa jest pochodzenia niemieckiego (30 000 osób), także ponad 15 000 czarnoskórych mieszkańców, posługuje się językiem niemieckim. Po otwarciu granic w roku 1990 wielu Niemców z byłej NRD przeniosło się na tereny Namibii. Większość osób niemieckojęzycznych zamieszkuje stolicę, Windhuk, a także Swakopmund i Lüderitz, gdzie architektura niemiecka jest łatwo dostrzegalna.
Wielu Niemców pracuje w sektorze gospodarczym, biznesowym, turystycznym, a także w administracji, np. pierwszym burmistrzem Windhuk w niepodległej Namibii był Niemiec.
W kraju wychodzi gazeta „Die Allgemeine Zeitung”. Od 1951 istnieje klub sportowy SK Windhoek.